# Qaraçay (vattendrag i Azerbajdzjan, Khachmaz Rayon)
Qaraçay är ett vattendrag i Azerbajdzjan.   Det ligger i distriktet Xaçmaz Rayonu, i den nordöstra delen av landet, 140 km nordväst om huvudstaden Baku.